# Фюрст, Юлий
Юлий Фюрст (псевдоним — Al-Sari, אלשרי или אלזארי) (нем. Julius Fürst; 12 мая 1805, Зерков Пруссия (ныне Жеркув, Великопольское воеводство, Польши) — 9 февраля 1873, Лейпциг) — немецкий гебраист, ориенталист и издатель еврейского происхождения. Педагог, профессор (с 1864).

## Биография
Высшее образование получил в университетах Берлина (где слушал лекции Гегеля и Неандера), Бреслау и Галле. В Университете Галле работал под руководством В. Гезениуса.
В качестве приват-доцента преподавал в Лейпцигском университете халдейский, сирийский и еврейский языки и литературу, библейскую экзегетику и т. д.
С 1864 года — профессор, после чего многие учёные общества избрали его своим членом.

## Научная деятельность
Признанный учёный, специалист по семитским языкам и представитель Хаскала. Проводил исследования, в основном, в области семитской лингвистики и литературы, а также истории Ближнего Востока. Для опубликованного Л. Цунгом в 1838 году издания Библии перевёл Книгу пророка Даниила и Ездры. Для ראשון לציון Goldenthal’я написал трактат о талмудическом толковании имен собственных.
В 1840 основал еженедельный еврейский просветительский журнал «Der Orient» с литературным приложением «Literaturblatt», имевшим огромное литературное значение, который издавал до 1851 года .
Кроме того, Ю. Фюрст сотрудничал со многими научными журналами и другими изданиями.
Многие труды Фюрста устарели, однако его «Bibliotheca Judaica» является до сих пор ценным вкладом в науку.

## Избранные публикации
- «Lehrgebäude der Aramäischen Idiome, oder Formenlehre der Chaldäischen Grammatik», Лейпциг, 1835;
- «Charuze Peninim. Perlschnüre aramäischen Gnomen und Lieder, oder Chrestomathie», ib., 1836;
- «Ozar-Leschon ha-Kodesch. Concordantia Librorum Vеteris Testamenti Sacrorum», etc., ib., 1837—40 (в сотрудничестве с Ф. Деличем, просмотренное издание конкорданции Буксторфа);
- «Pirke Abot. Die Sprüche der Väter», ib., 1839;
- «Ari Nohem» — полемическое сочинение o происхождении книги Зогара, etc. ib., 1840;
- «Hebräisches und chaldäisches Schulwörterbuch über das Alte Testament», ib., 1842 (переведен на английский, шведский и датский языки);
- «Urkunden zur Gesch. der Juden», ч. Ι, ib., 1844;
- «Emunot we-Deot oder Glaubenslehre und Philosophie von Saadja Fajjumi» (нем. перевод), ib., 1845;
- «Cultur und Litteraturgeschichte der Juden in Asien», ч. I, ib., 1849;
- «Geschichte des Karäerthums.», 3 тт., Лейпциг, 1862—69;
- «Bibliotheca Judaica. Bibliographisches Handbuch umfassend die Druckwerke der judischen Litteratur», etc., 3 тт., ib., 1863;
- «Gesch. der biblischen Litteratur und des judisch-hellenistischen Schriftthums», 2 тт., ib., 1867—70;
- «Der Kanon des alten Testaments nach den Ueberlieferungen in Talmud u. Midrasch», ib., 1868;
- «Illustrierte Prachtbibel» (снабженная немецким переводом и примечаниями, Лейпциг, 1874).